# Torneo Albert Schweitzer 2016
Il Torneo Albert Schweitzer 2016 si è svolto nel 2016 nella città tedesca di Mannheim.

## Classifica finale
| Pos.    | Squadra     |
| ------- | ----------- |
| Oro     | Germania    |
| Argento | Serbia      |
| Bronzo  | Italia      |
| 4.      | Francia     |
| 5.      | Grecia      |
| 6.      | Turchia     |
| 7.      | Australia   |
| 8.      | Cina        |
| 9.      | Stati Uniti |
| 10.     | Giappone    |
| 11.     | Argentina   |
| 12.     | Egitto      |